# 1080p

1080p HDTV

1080p는 디스플레이 해상도의 분류에서 축약한 이름으로, 숫자 "1080"은 세로 해상도의 1,080줄을 가리키며 p는 순차 주사(progressive)를 가리킨다. (비월 주사와 반대말). 1080p는 HDTV의 영상 방식으로 받아들이고 있다. 화면비가 16:9 와이드스크린임을 말하며, 이는 가로로 1920 화소를 제공함을 뜻한다. 통틀어 말해, 1920 x 1080의 해상도 (2,073,600 화소)를 만들어 낸다.
1080p는 "Full HD"을 지칭하는 마케팅 방식으로 사용될 때가 있다. 1080p와 1080i는 현재 방송과 영상 콘텐츠의 소비자들에게 가장 널리 쓰이는 높은 해상도 포맷이라고 할 수 있다.

## 해상도
| 표준                  | 해상도    | 화면비      |
| --------------------- | --------- | ----------- |
| 1080p HD 와이드스크린 | 1920×1080 | 16:9        |
| 1080p 4:3             | 1440×1080 | 4:3 / 8:6   |
| 울트라와이드 HD       | 2560x1080 | 21:9        |
| FullHD+               | 2160×1080 | 2:1 / 18:9  |
|                       | 1728×1080 | 16:10 / 8:5 |

## 같이 보기
- 1080i
- 720p
- 480p
- 고선명 텔레비전 (HDTV)
- HD 레디 1080p
- 디스플레이 해상도